# Animal Rights Watch
Animal Rights Watch e. V. (kurz ARIWA), gegründet 2004 als „die Tierfreunde e. V.“, ist eine gemeinnützige deutsche Tierrechtsorganisation. Ziel des Vereins ist die Abschaffung jeglicher Ausbeutung und Unterdrückung von Tieren. Die Anerkennung von Tierrechten wird als die konsequente Umsetzung des Tierschutzgedankens verstanden und schließt Menschenrechte als spezifische Form von Tierrechten mit ein.

## Ziel und Ansatz
ARIWA tritt für die gesellschaftliche Anerkennung von Tierrechten ein, was mindestens Grundrechte auf Leben, Freiheit sowie physische und psychische Unversehrtheit umfasst. Der Verein problematisiert ein klassisches Tierschutzverständnis, das den Schutz und die Tötung von Tieren für vereinbar hält. Nach dem Tierrechtsverständnis, wie es ARIWA vertritt, wird die Nutzung und Tötung von Tieren grundsätzlich abgelehnt. ARIWA setzt sich für eine vegane Lebensweise ein und spricht sich für eine biologisch-vegane Landwirtschaft aus. ARIWA setzt sich außerdem dafür ein, die Nutzung von Tieren in anderen Bereichen, wie dem Unterhaltungssektor, in der Bekleidungsindustrie oder der Wissenschaft (Tierversuche), zu beenden.

## Organisation
Der Verein wurde 2004 in Siegen gegründet. Inzwischen liegt der Vereinssitz in Geseke. Der Verein hat 28 Ortsgruppen in Deutschland (Stand Juni 2021). Seit 2019 veröffentlicht ARIWA die jeweils aktuellen Vereinsdaten entsprechend den Vorgaben der Initiative Transparente Zivilgesellschaft.

## Aktivitäten
Mit verschiedenen Aktivitäten, wie einerseits der Aufbereitung und Veröffentlichung von Recherche-Aufnahmen und andererseits Kampagnen, Demonstrationen und lokalen Aktionen der Ortsgruppen sowie der Ausrichtung veganer Straßenfeste, versucht der Verein, den Tierrechtsgedanken und die vegane Idee in die Gesellschaft zu tragen.

### Recherchen
Zur Arbeit des Vereins gehört die Aufbereitung und Veröffentlichung von Recherche-Aufnahmen aus Anlagen der Tierindustrie, meist verbunden mit Strafanzeigen gegen die Betriebsverantwortlichen. Die Bild- und Videoaufnahmen entstehen üblicherweise ohne Einverständnis der Betreiber und bewegen sich damit in einer rechtlichen Grauzone. Ein Filmteam, das in einer Schweinezucht in Sandbeiendorf heimlich Videoaufnahmen angefertigt hatte und dessen Bilder durch ARIWA veröffentlicht worden waren, wurde vom Oberlandesgericht Naumburg letztinstanzlich freigesprochen. Das Gericht sah für das Anfertigen der Videoaufnahmen einen rechtfertigenden Notstand als gegeben an. Das Rechtsgut Tierschutz in der Anlage mit 65.000 Tieren sei in einer Art verletzt gewesen, die den begangenen Hausfriedensbruch der drei Aktiven rechtfertigte. Das Urteil wurde in der Presse als Leitentscheidung eingestuft. Agrarverbände kritisierten das Urteil, der Westfälisch-Lippische Landwirtschaftsverband etwa sah die Grundprinzipien des Staates infrage gestellt.

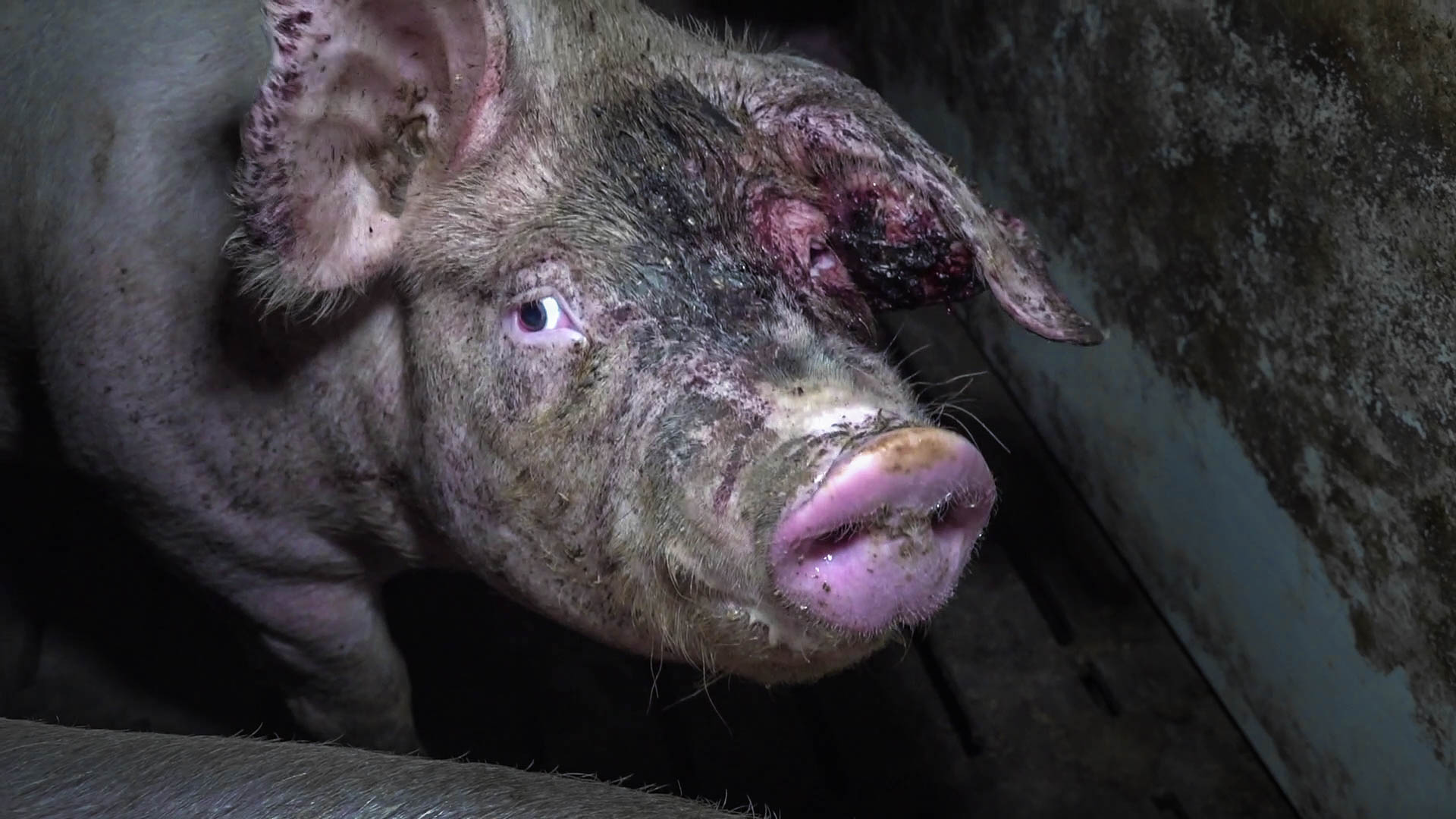
Schwein mit „Blutohr“ in der Schweinemast Schulze Esking

Zu den Recherche-Veröffentlichungen von Animal Rights Watch zählen das wiederholte Aufdecken des Erschlagens unrentabel erscheinender neugeborener Tiere in der Ferkelzucht, die Verwendung illegal enger Kastenstände in zahlreichen deutschen Schweinezuchtbetrieben, Aufnahmen aus biozertifizierten Betrieben, die in starkem Widerspruch zu Erwartungen von Verbrauchern stehen, sowie die Dokumentation rechtswidriger Bedingungen in den Tierhaltungen von Spitzenfunktionären deutscher Landwirtschaftsverbände, darunter der CDU-Bundestagsabgeordnete Johannes Röring, der Präsident des Verbands Deutscher Putenerzeuger (VDP) und Vizepräsident des Zentralverbands der Deutschen Geflügelwirtschaft (ZDG) Thomas Storck, der Sprecher der Bauernprotestbewegung Land schafft Verbindung Deutschland Dirk Andresen, die beiden Vorstandsmitglieder der Interessengemeinschaft der Schweinehalter Deutschlands e.V. (ISN) Philipp Schulze Esking und Christoph Selhorst. 2022 veröffentlichte die Organisation erstmals Videomaterial von versteckten Kameras, das zeigt, wie kleine Ferkel mit Kohlendioxid „notgetötet“ werden.
2018 führte die Aufdeckung schwerer Tierquälerei in dem Bio-Schlachtbetrieb der Hakenberger Fleisch GmbH in Brandenburg zu dessen Schließung. 2021 wurde eine Schweinemast in Zinndorf (Brandenburg) von den Behörden geschlossen und ein Tierhaltungsverbot gegen den Betreiber ausgesprochen, nachdem ARIWA mit Videomaterial öffentlich machte, dass über Wochen der Gülleablauf in der Anlage defekt war und die Tiere in ihrem eigenen Kot liegen mussten.

### Aktionen der Ortsgruppen

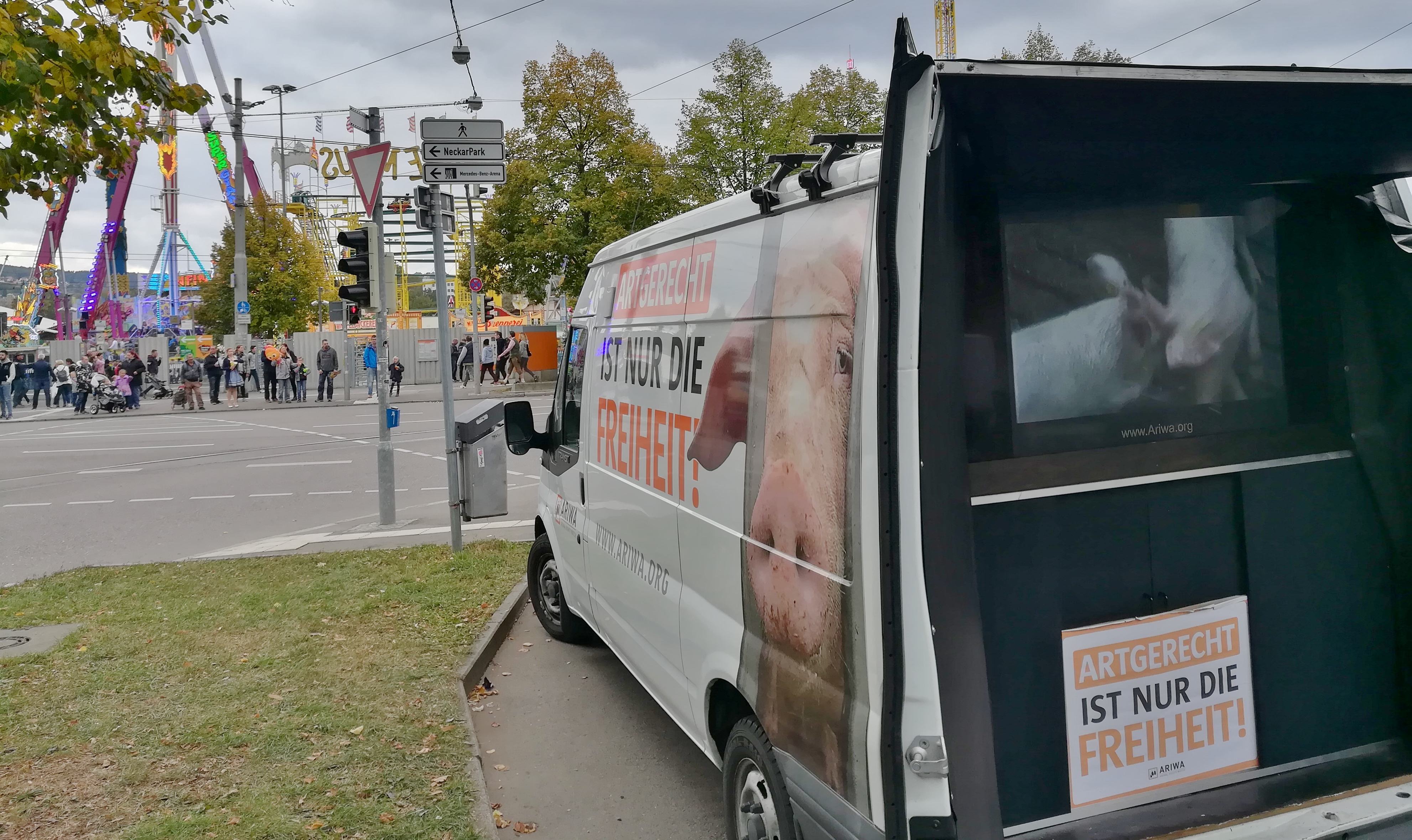
Eines der ARIWA-Infomobile im Einsatz.

Die ARIWA-Ortsgruppen führen eigenständig vielfältige Aktionen durch. Dazu gehören Infostände, Mahnwachen und kreative Protestaktionen. Die ARIWA-Infomobile zeigen Recherchevideos in Fußgängerzonen. Bei öffentlichen Brunchs wird dazu eingeladen, veganes Essen kennenzulernen.

### Demonstrationen
Der Verein organisiert regelmäßig verschiedene Demonstrationen, bei denen die Öffentlichkeit zur Teilnahme aufgerufen ist.
Vegan Demos
ARIWA führt sogenannte „Vegan Demos“ durch, stationäre Veranstaltungen mit vegan lebenden Teilnehmerinnen und Teilnehmern, die auf Plakaten ihre persönlichen Gründe für die vegane Lebensweise präsentieren. Seit dem Sommer 2016 hat ARIWA mehr als 80 Vegan-Demos durchgeführt (Stand: Januar 2021).
Für die Schließung aller Schlachthäuser 
ARIWA veranstaltet seit 2015 in Deutschland Demonstrationen für die Schließung aller Schlachthäuser, die als Teil einer weltweiten Demonstrationsreihe jeden Sommer stattfinden.

### Aufklärungskampagnen
Sag Nein zu Milch
Die von ARIWA mit initiierte Tierrechtskampagne „Sag Nein zu Milch“ soll mit Milch-Mythen aufräumen, die Hintergründe der Milchproduktion aufzeigen und auf Alternativen hinweisen. Die Kampagne ruft regelmäßig Aktionswochen gegen den Weltmilchtag und Weltschulmilchtag (Schulmilchprogramm der Europäischen Union) aus.
Ein neuer Blick auf Fische
ARIWA ist als eine von mehr als 100 Organisationen weltweit an der Kampagne „Ein neuer Blick auf Fische“ beteiligt, die mit vielfältigen Informations- und Protestveranstaltungen für Fische als besonders zahlreich konsumierte Tiere sensibilisieren will und über deren oft unterschätzte Fähigkeiten informiert. Schwerpunkt der Kampagne ist der seit 2017 jährlich Ende März ausgerufene Welttag für das Ende der Fischerei.

### Projekte zur Förderung der veganen Lebensweise
ARIWA sieht die vegane Lebensweise als praktische Umsetzung der Tierrechtsidee und fördert sie mit verschiedenen Projekten auch abseits von Demonstrationen und Ortsgruppenaktionen.
Vegane Feste
ARIWA veranstaltet den Vegan Street Day, nach eigenen Angaben Deutschlands bekanntestes veganes Straßenfest, seit 2006 in Dortmund. 2010 kam der Vegan Street Day Stuttgart hinzu. Vegan Street Days bieten eine Mischung aus Unterhaltung, Information und Essen, die regelmäßig 10.000 Interessierte anlockt. Weitere vegane Feste, die von ARIWA veranstaltet werden, sind das vegane Straßenfest Hamburg, Vegan im Quadrat in Mannheim und der Vegane Weihnachtsmarkt in Koblenz.

## Karte der Tierquälerei in Deutschland
Zusammen mit anderen Tierrechtsorganisationen, u. a. Soko Tierschutz und Animal Rights Watch, veröffentlichte der Verein am 13. Juni 2021 die Karte der Tierquälerei in Deutschland. Auf der Karte die dem ARD-Magazin Fakt exklusiv vorlag, sind die von ihnen aufgedeckten Skandale der vergangenen sieben Jahre dokumentiert.

## Namenswechsel
Seit dem 1. Januar 2013 trägt der Verein den Namen Animal Rights Watch e.V. Zuvor war der Verein unter dem Namen „die Tierfreunde e.V.“ aktiv. Mit dem neuen Namen soll der Einsatz des Vereins für die Rechte aller Tiere hervorgehoben werden.